# Edat del bronze atlàntic
L'Edat del bronze atlàntic és un complex cultural de l'edat del bronze que es va produir entre els anys 1300 i 700 a. C. a zones d'Europa atlàntica com Portugal, Andalusia, Galícia, Armòrica i les Illes Britàniques.
L'edat del bronze atlàntic està marcada per l'intercanvi econòmic i cultural provocat per l'alt grau de semblança cultural entre les comunitats costaneres del centre de Portugal a Galícia, Armòrica i Escòcia, incloent l'ús freqüent de pedres com «cavalls frisons», l'establiment de recintes fortificats elevats, o l'arquitectura domèstica, de vegades caracteritzada per les cases de planta circular. Els contactes comercials s'estenien des de Suècia i Dinamarca fins a la Mediterrània. El període va ser definit pel nom de diversos centres regionals de producció de metalls, unificats per l'intercanvi marítim regular d'alguns dels seus productes. Els centres principals van ser el sud d'Anglaterra i Irlanda, el nord-oest de França i l'oest d'Ibèria.
Els elements relacionats amb aquesta cultura es troben freqüentment formant túmuls, o dipositats en àrees rituals, en contextos sovint propers a rius, llacs o pantans. Entre els elements més destacats que pertanyen a aquest complex cultural, podem esmentar les destrals de bronze anellat i doble, de vegades enterrades formant grans feixos a Bretanya i Galícia; eines de guerra, com espases, puntes de llança, escuts i objectes com calderes, rostidors i ganxos de carn, trobats des del centre de Portugal a Escòcia.
Els orígens dels celtes van ser atribuïts a aquest període per John T. Koch, l'any 2008, i la tesi va ser recolzada per Barry Cunliffe, que argumentaren que el desenvolupament del celta va ser possible perquè era una lingua franca atlàntica que més tard es va estendre a Europa continental. Argumenten que les comunitats van adoptar prest o tard els elements marcadors d'estatus propis de la cultura dels camps d'urnes (Bronze D i Hallstatt A), com ara les espases de llengua d'adherència i treballs metàl·lics de xapa, juntament amb els nous coneixements especialitzats necessaris per a la seva producció i per als rituals funeraris, que veuen com a indicadors de possibles processos relacionats amb el canvi lingüístic. El 2013, Koch va veure aquest contacte d'elits com l'explicació més senzilla per a la gènesi de les llengües celtes amb una pàtria protocelta a l'occident d'Europa central. Això contrasta amb el que encara és la visió més generalment acceptada, però també amb escasses certeses, que situa els orígens dels celtes a la cultura de Hallstatt C de l'Europa Central.